# 요시모토 바나나
요시모토 바나나(일본어: よしもと ばなな, 1964년 7월 24일 ~ )는 일본의 소설가이다. 본명은 요시모토 마호코(일본어: 吉本真秀子)이다.
일본의 진보주의적 사상가이자 작가인 요시모토 다카아키(일본어: 吉本隆明)의 차녀이자 만화가인 하루노 요이코(일본어: ハルノ宵子)의 동생이다.
니혼 대학 예술학부 문예학과를 졸업하고, 대학 졸업 작품으로 쓴 《달빛 그림자》로 학부장상을 받는다.
작가 데뷔작인 《키친》으로 카이엔 문학상, 이즈미 쿄카상을 받으며 화려하게 데뷔한 이후, '바나나 현상'을 일으키며 젊은 여성을 중심으로 큰 인기를 얻었다.
대표작으로는 《키친》외에 《N.P》, 《도마뱀》,《암리타》 등이 있다. 《키친》, 《티티새》,《아르헨티나 할머니》, <바다의 뚜껑> 등은 영화화되기도 하였다.

## 작품 리스트
- 키친
- 물거품/성역
- 하얀강 밤배
- 티티새(원제 つぐみ: TUGUMI)
- N.P
- 도마뱀
- 암리타
- 마리카의 긴 밤(마리카의 소파로 제목 변경)
- 하치의 마지막 연인
- 허니문
- 하드보일드/하드럭
- 몸은 모든 것을 알고 있다
- 불륜과 남미
- 데드엔드의 추억
- 아르헨티나 할머니
- 왕국
- 해피 해피 스마일
- 무지개
- 슬픈 예감
- 데이지의 인생
- 그녀에 대하여
- 안녕 시모키타자와
- 바나나 키친
- 바다의 뚜껑
- 스위트 히어애프터

## 수상 경력
- 1987년 - <키친> 카이엔 신인문학상(海燕新人文学賞) 수상.
- 1988년 - <키친> 이즈미 쿄카 문학상(泉鏡花文学賞) 수상.
- 1988년 - <물거품/성역> 예술선장(芸術選奨) 문부대신 신인상 수상.
- 1989년 - <티티새> 야마모토슈고로상(山本周五郎賞) 수상.
- 1993년 - <티티새> 이탈리아의 스칸노 상 수상.
- 1995년 - <암리타> 무라사키 시키부 문학상(紫式部文学賞) 수상.
- 1996년 - <암리타> 이탈리아 펜디시에 문학상 (35세이하 부문) 수상.
- 1999년 - <암리타> 이탈리아 마스케라다르젠트 상 문학부문 수상.
- 2000년 - <불륜과 남미> 제10회 뒤마고 문학상 수상.